# Mortalität

Sterberate je 1000 Einwohner der Landkreise und kreisfreien Städte Deutschlands 2021.

Mortalität (lateinisch mortalitas „Sterblichkeit“), Mortalitätsrate, Sterblichkeit oder Sterberate sind Begriffe aus der Demografie. Sie bezeichnen jeweils die Anzahl der Todesfälle bezogen auf die Gesamtanzahl der Individuen oder – bei der spezifischen Sterberate – bezogen auf die Anzahl in der betreffenden Population, und zwar immer in einem bestimmten Zeitraum (im Gegensatz zur Quote, die sich nicht auf einen Zeitraum bezieht). Die Mortalität im Sinne von Sterbewahrscheinlichkeit findet sich in der ersten Spalte jeder Sterbetafel.
Die Sterbeziffer oder Mortalitätsziffer bezeichnet das Verhältnis der Anzahl der Sterbefälle zum Durchschnittsbestand einer Population.
Die rohe Mortalität ist die Anzahl der Todesfälle pro Gesamtbevölkerung pro Zeit, beispielsweise pro 1000 Personen und ein Jahr. Die altersspezifische Mortalität, zum Beispiel Kindersterblichkeit, gibt die Todesfälle pro Altersklasse pro Zeit an. Letalität (Tödlichkeit) ist die Mortalität bezogen auf die Gesamtzahl der an einer Krankheit Erkrankten. Bei der Säuglings- oder der Müttersterblichkeit bildet die Zahl der Ereignisse (Geburten) die Bezugsgröße, nicht die Bevölkerungsgröße.
In der Epidemiologie ist die (krankheitsspezifische) Mortalität das Verhältnis der Anzahl der in einer Population in einem Zeitraum an einer Krankheit gestorbenen Individuen zur Anzahl der Individuen in der Population (in der Regel auf 100.000 Einwohner bezogen). Die Letalität ist dagegen das Verhältnis der Anzahl der an einer bestimmten Krankheit gestorbenen Individuen zur Anzahl der an dieser Krankheit erkrankten Individuen.

## Mortalitätskurve

Altersspezifische Sterberaten in Deutschland der Jahre 1990 und 2010 (log. Skala)

Nach dem Geburtsrisiko sinkt die Sterberate auf ihren Minimalwert für Acht- bis Zehnjährige mit ca. 20 Todesfällen pro 100.000 Personen der Altersklasse pro Jahr (tpj = Todesfälle pro Jahr (pro 100.000 Personen)), siehe Diagramm. Mit fast 50 % sind Unfälle die häufigste Todesursache dieser Altersklasse. Für 15- bis 20-Jährige bilden ebenfalls Unfälle das Hauptrisiko (40 tpj), gefolgt von Mord (ca. 18 tpj für USA, 40 tpj für Südafrika, 5 tpj für Deutschland) und Suizid (12 tpj). Mit zunehmendem Alter bleiben die Suizidrate und die Unfallhäufigkeit nahezu unverändert, während Krankheiten den Hauptanteil an der Sterberate von 800 tpj bei den 50- bis 60-Jährigen darstellen.
Abraham de Moivre (1725) approximierte die altersabhängige Sterblichkeit durch eine hyperbolische Zunahme des Sterberisikos, begrenzt durch ein maximales Lebensalter. Benjamin Gompertz (1824) schlug eine exponentielle Zunahme der Mortalität vor, was die beobachteten Daten ab dem 30. Lebensjahr gut wiedergibt. Verfeinerte Modelle führen weitere Parameter ein.

## Modellierung nach Gompertz
Im Gompertz-Diagramm (siehe Mortalitätskurve oben) wird der Logarithmus der Sterberate über dem Lebensalter aufgetragen. In der logarithmischen Darstellung ist zu sehen, dass ab einem Alter von ca. 30 Jahren der Anstieg annähernd linear verläuft: Die Sterberate verdoppelt sich in etwa in konstanten Zeitintervallen. Diese Zeitspanne kürzt man auch als MRDT von mortality rate doubling time ab (oder MRD). Der lineare Anstieg in der logarithmischen Darstellung entspricht einer exponentiellen Zunahme der Sterberate mit dem Lebensalter. Bei der mathematischen Modellierung wird üblicherweise der natürliche Logarithmus verwendet, sodass die Sterberate wie folgt beschrieben wird:
{\displaystyle \operatorname {Sterberate} ({\text{Alter}})=S_{30}\cdot e^{G\cdot ({\text{Alter}}-30\,{\text{Jahre}})}}
Dabei bezeichnet {\displaystyle S_{30}} die Sterblichkeit im Alter von 30 Jahren. Eine Anpassung für den Parameter {\displaystyle G} liefert einen Wert von {\displaystyle G\approx {\tfrac {0{,}08}{\text{Jahr}}}}, das entspricht einer MRDT von {\displaystyle {\tfrac {\ln 2}{G}}=8{,}7} Jahren. Der Faktor {\displaystyle G} heißt Gompertz-Sterbekoeffizient. Studien haben ergeben, dass die MRDT seit der Mitte des 18. Jahrhunderts bis heute typischerweise in Australien, den USA, Japan und Nordeuropa zwischen 7 und 9 Jahren liegt. Daher wird der Wert oft mit 8 abgeschätzt.
Werte des MRDT für andere Tierarten sind zum Vergleich: Labormaus 0,27 Jahre; Laborhamster 0,5 Jahre; Rhesusaffe 15 Jahre; Pferd 4 Jahre; Haushund 3 Jahre; Heringsmöwe 5 Jahre; Königsfasan 1,6 Jahre.

## Beispiele für Mortalität
In Deutschland ist die Angabe der Todesursache durch ärztliches Fachpersonal auf dem Totenschein verpflichtend. Idealerweise wird dabei konkret benannt, welche krankhaften Veränderungen zum Tod geführt haben, oder der Grund für tödliche Krankheiten oder Verletzungen waren. Die Angabe erfolgt über eine ICD-10 Ziffer und wird als Todesursachenstatistik erfasst und ausgewertet.
Dennoch wird bereits seit einiger Zeit kritisiert, dass diese Angaben oft ungenau oder vage sind und in vielen Fällen vom Ergebnis einer nachträglich angeordneten Obduktion abweichen. Die Qualität und somit auch Aussagekraft der Todesursachenstatistik steht aufgrund der Qualitätsunterschiede bei den auf Todesbescheinigungen angegebenen Ursachen immer wieder in der Kritik. Ein daraus resultierendes Problem ist zudem die Zuweisung von Forschungsmitteln nach dokumentierter Häufigkeit der möglichen Todesursachen. Ein weiteres Problem besteht darin, dass es für die Klärung medizinisch unklarer Todesfälle keine bundesweit einheitlichen Regelungen gibt, unter welchen Bedingungen eine Obduktion durchzuführen ist.
Die 10 häufigsten Ursachen die für Mortalitäten in Deutschland angegeben wurden:
- Chronische ischämische Herzkrankheit (93 Gestorbene je 100.000 Einwohner, ICD I25)
- Akuter Myokardinfarkt (57 Gestorbene je 100.000 Einwohner, ICD I21)
- Bösartige Neubildung der Bronchien und der Lunge (55 Gestorbene je 100.000 Einwohner, ICD C34)
- Nicht näher bezeichnete Demenz (48 Gestorbene je 100.000 Einwohner, ICD F03)
- Herzinsuffizienz (46 Gestorbene je 100.000 Einwohner, ICD I50)
- Sonstige chronische obstruktive Lungenkrankheit (39 Gestorbene je 100.000 Einwohner, ICD J44)
- Hypertensive Herzkrankheit (30 Gestorbene je 100.000 Einwohner, ICD I11)
- Vorhofflattern und Vorhofflimmern (25 Gestorbene je 100.000 Einwohner, ICD I48)
- Pneumonie, Erreger nicht näher bezeichnet (23 Gestorbene je 100.000 Einwohner, ICD J18)
- Bösartige Neubildung der Brustdrüse Mamma (23 Gestorbene je 100.000 Einwohner, ICD C50)

Vergleich von Mortalitäten:
- Säuglingssterblichkeit um 2013 in Deutschland: Mortalitätsrate 22[12]
- Müttersterblichkeit bei Geburt 2003 in Deutschland: 12 pro 100.000 Gebärende, bei Geburt 2003 in Kenia: 1300 pro 100.000.
- Verkehrssterblichkeit 2004: Todesfälle pro 100.000 Einwohner pro Jahr: in Deutschland 8, in den Niederlanden 5.[13]
- Todesfälle durch Blitzschlag in Deutschland heutzutage: durchschnittlich drei bis sieben Todesopfer pro Jahr in Deutschland, also unter 0,01 pro 100.000 Einwohner pro Jahr.[14] Im 19. Jahrhundert wurden in Deutschland noch an die 300 Personen jährlich vom Blitz getötet, da wesentlich mehr Menschen auf freiem Feld in der Landwirtschaft arbeiteten und sich nicht in schützende Objekte wie Autos, Traktoren oder Mähdrescher zurückziehen konnten.

Besser als die allgemeine oder rohe Mortalität eignet sich die mittlere Lebenserwartung für den Vergleich unterschiedlicher Regionen, da diese die möglicherweise unterschiedliche altersstrukturelle Zusammensetzung der Bevölkerung ausgleicht. Bezogen auf die Altersstruktur weisen stark unterschiedliche Bevölkerungen auch sehr unterschiedliche Mortalitätsraten auf.
Oft wird aus der Mortalität/Jahr für eine Risikobewertung eine allgemeine Sterbewahrscheinlichkeit abgeleitet. Beispielsweise sterben in Deutschland mit 80 Millionen Einwohnern etwa fünf Personen pro Jahr an Blitzschlag. Wird ein Lebensalter von 80 Jahren angenommen, beträgt das Risiko, innerhalb der 80 Jahre am Blitzschlag zu sterben, 1:200.000. Entsprechend liegt das Verkehrsunfallrisiko in Deutschland bei 1:150. Schließlich ist das allgemeine Risiko, innerhalb von 80 Lebensjahren zu sterben, 1:1,25 = 80 %.
Zudem werden Mortalitäten bzw. Mortalitätsraten im Rahmen von medizinischen Behandlungen, etwa in der Anästhesie und Chirurgie erfasst.
Die Mortalitätsrate in der Tierproduktion gibt an, wie viel Prozent der Nutztiere während der Aufzucht verenden. In der Schweizer Geflügelproduktion mit BTS-Standard liegt dieser Wert bei rund 4 %.

## Einflussgrößen
Einflussgrößen für die Mortalität sind vor allem:
- Ökologische Determinanten (insbesondere Umwelt, Vorsorge vor Naturkatastrophen)
- Sozioökonomische, politische und kulturelle Determinanten (körperliche Arbeit, Arbeitsschutz, Einkommen, Ernährung, Lebensstil, Krieg, Verkehr, …)
- Medizinische Determinanten (zum Beispiel genetische Faktoren, Qualität der medizinischen Versorgung, Schutzimpfungen, gesundheitliche Aufklärung, Hygienevorschriften etc.)
- Während er sich statistisch herausmittelt, verbleibt der Zufall als Schicksal für den Einzelnen: Glück und Unglück.

## Verwendung

### In der Demografie
Geburtenrate und Sterberate bilden wichtige Parameter zur Bestimmung der Altersverteilung einer Gesellschaft und Populationsdynamik im Allgemeinen.
Die Mortalität wird auch in manchen Kriterien der Risikoanalyse verwendet (siehe Minimale endogene Mortalität). In der Technik werden Ausfallwahrscheinlichkeiten im Rahmen der Ereigniszeitanalysen untersucht.
Die Sterberate spielt eine Rolle bei der Einschätzung der saisonalen Grippe und von Pandemien. Dabei wird die Sterblichkeit mit den Mittelwerten vergangener Jahre ohne die Epidemie verglichen. Auf diese Weise werden Übersterblichkeiten festgestellt, die der Epidemie zugeordnet werden können. Ab 2008 unterstützte die GD Sante den Aufbau des Projektes Euromomo zum europaweiten Monitoring der Mortalität. Es sammelt Daten aus 18 europäischen Staaten, den vier Landesteilen des Vereinigten Königreiches sowie zwei deutschen Bundesländern fortlaufend und zeitnah, um auf die saisonale Influenza oder auf eine Pandemie zurückgehende Einflüsse auf die Sterberaten länderübergreifend sichtbar zu machen. Unterstützung erfährt das Projekt inzwischen auch vom Europäischen Zentrum für die Prävention und die Kontrolle von Krankheiten (ECDC) und der Weltgesundheitsorganisation (WHO).

### In der Biologie
In der Biologie wird der Begriff auch für nicht-menschliche Populationen verwendet. Dabei wird die Mortalität  einer Spezies häufig im Kontext mit dem Gefährdungsstatus (z. B. durch IUCN-Evaluation oder für die Rote Liste) oder in Verbindung mit Tierseuchen erhoben. Dabei bezeichnet die Mortalität auch hier das numerische Verhältnis zwischen der Gesamtindividuenzahl der untersuchten Gruppe und der Anzahl von Todesfällen in derselben Gruppe einer bestimmten Tierart, innerhalb eines definierten Zeitraumes.